# Artemidoro de Éfeso

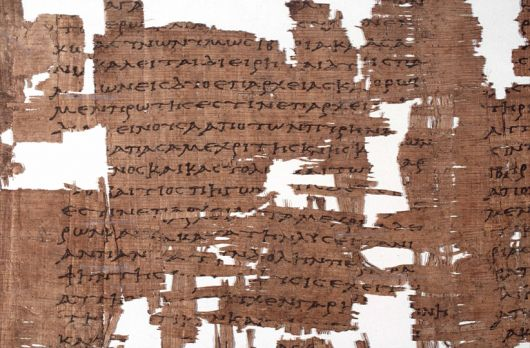
El Papiro de Artemidoro: Resto de papiro con texto de Artemidoro.

Artemidoro de Éfeso (Αρτεμίδωρος ο Εφέσιος), del que se sabe que vivió al final del s. II a. C. y principio del s. I a. C., fue un cartógrafo y geógrafo griego. 
Visitó Italia (como embajador en Roma), Hispania, Egipto, y gran parte de los países ribereños del mar Mediterráneo. Escribió una vasta obra geográfica titulada Geographoumena en once libros. Añadió mucha información que sacó de las obras de sus predecesores Agatárquidas, Eratóstenes, etc. 
Su texto original es reconocible en algunas secciones del Papiro de Artemidoro, objeto que se ha visto envuelto en los últimos años en una dilatada polémica acerca de su autenticidad.  El hallazgo fue sometido repetidamente a análisis de Carbono 14, que permitieron comprobar que el papiro fue producido realmente entre el siglo I a. C. y el siglo I d. C.El papiro contiene un mapa y numerosas ilustraciones. Se ha identificado con un mapa parcial de la península ibérica, aunque su estado inconcluso impide confirmar esta o cualquier otra identificación.